# Xysticus dolpoensis
Xysticus dolpoensis är en spindelart som beskrevs av Ono 1978. Xysticus dolpoensis ingår i släktet Xysticus och familjen krabbspindlar. Inga underarter finns listade i Catalogue of Life.